# アントニオ (ゆるめるモ!の曲)
「アントニオ」は、ゆるめるモ!が2016年6月22日にリリースした初のデジタルシングル。

## 概要
初の配信限定シングル。DVD「YOU ARE THE WORLD TOUR FINAL at Zepp DiverCity」と同時発売された。
もね、ちーぼうを含む6人体制で最後となるスタジオ音源。マモル(nhhmbase)が手掛けた新曲「アントニオ」のほか、初音源化となるmiamiのカバー「白玉ディスコ」、再録となる「逃げろ!!(6人ver.)」に各曲のインストを加えた全6曲を収録。収録曲は2017年現在いずれもCD未収録となっている。
既発となる「逃げろ!!」を除き、本作収録曲にはMVが存在しておらず、2017年現在収録曲にMVが存在しない作品は本作のみである。
OTOTOYでアルバムごと購入すると、歌詞が記載されたpdfファイルが付属する。

## 収録曲
1. アントニオ
[作詞：小林愛/作曲・編曲：マモル(nhhmbase)]
2016年7月14日より稼働を開始したアーケードゲーム「太鼓の達人 レッドver.」収録曲。
もねとちーぼうを含む6人体制最後の楽曲で、エキセントリックかつファンタジックなナンバー[1]。変拍子が多用され、展開も複雑な楽曲。「太鼓の達人 レッドver.」稼働にあたりメンバーのしふぉんが寄せたコメントでは、同曲について「良い意味でみなさんの想像がぶち壊される、超どストレート変化球みたいな曲」「ポップでかわいらしさもありつつ、歌詞には勇ましさを感じるような部分がたくさんあります」「曲全体を通して聴くと、6人の主人公がいるロールプレイングゲームをしている感覚に陥るような、面白い曲」と評している[3]。
もねとちーぼうの卒業に宛てた歌詞となっており、「私達がいたことを忘れないでほしい」という内容になっている。
振付を担当したもねによると「歌詞の意味や曲調から少し演劇っぽく、それぞれが旅する主人公になるようにしてる」そうで、最後にはもねとちーぼうだけが背を向けて去ってゆく様が表現された。このような演出ではあったが、もね・ちーぼう卒業以降も回数こそ僅かではあるがライブで披露されている。
2. 白玉ディスコ
[作詞・作曲：miami/編曲：Die(HONDALADY)]
ゆるめるモ！のほぼすべての楽曲の作詞を手掛ける小林愛のバンドmiamiのカバー。デビュー当初からライブの定番曲であったが、本作で初の音源化となった。
miamiのアルバム「GREAT COMPOSERS」「Good Morning Playground」に原曲が収録されているが、原曲に比べてテンポがかなり速く、歌詞も変更されている。miamiのライブでは「Good Morning Playground」をリリースした2006年時点で既に本作に近いアレンジで演奏を行っていた。
ライブではサビでサークルモッシュを行うのが定番となっており(振付の上でもメンバーがステージ上で走り回る)、曲の最後にはしふぉんがでんぐり返しを行う。
「2014:A Space Odyssey On Liquid RooMo!〜リキッドルーモ!号で行く、2014年宇宙の旅〜」では小林愛がかじやあいと共にmiamiとしてステージに立ち、この楽曲をコラボで披露。初共演となった。
終盤のパートはもねのソロだが、フレーズごとにパンニング処理されるなど凝ったミックスが施されている。
3. 逃げろ!!(6人ver.)
[作詞：小林愛/作曲・編曲：松坂康司]
音源化は3回目となる。ボーカルの録り直しのみでアレンジに変更はない。
4. アントニオ(Instrumental)
5. 白玉ディスコ(Instrumental)
6. 逃げろ!!(Instrumental)